# Lehrer

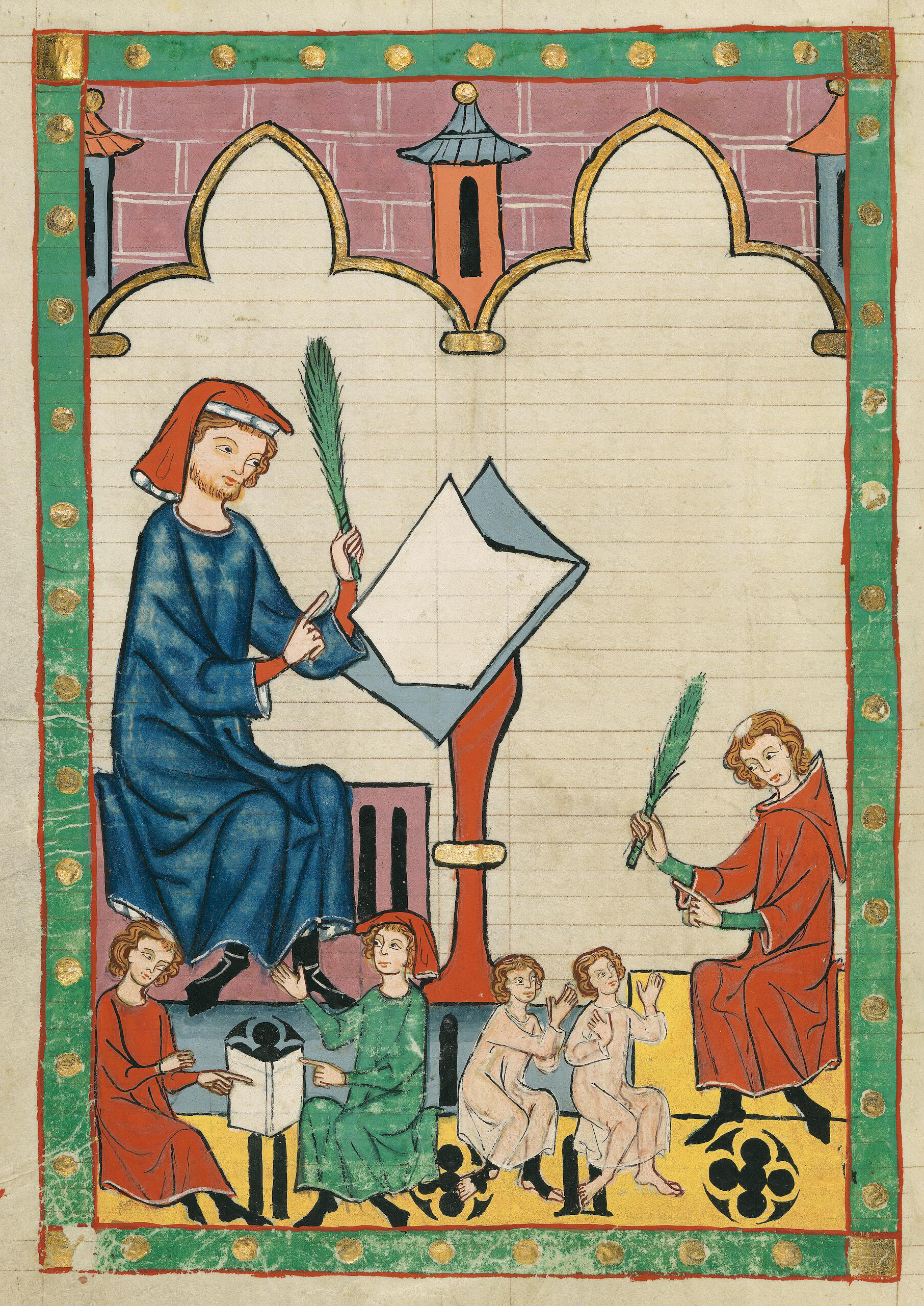
Der Schulmeister von Eßlingen (Darstellung aus dem Codex Manesse, um 1340)

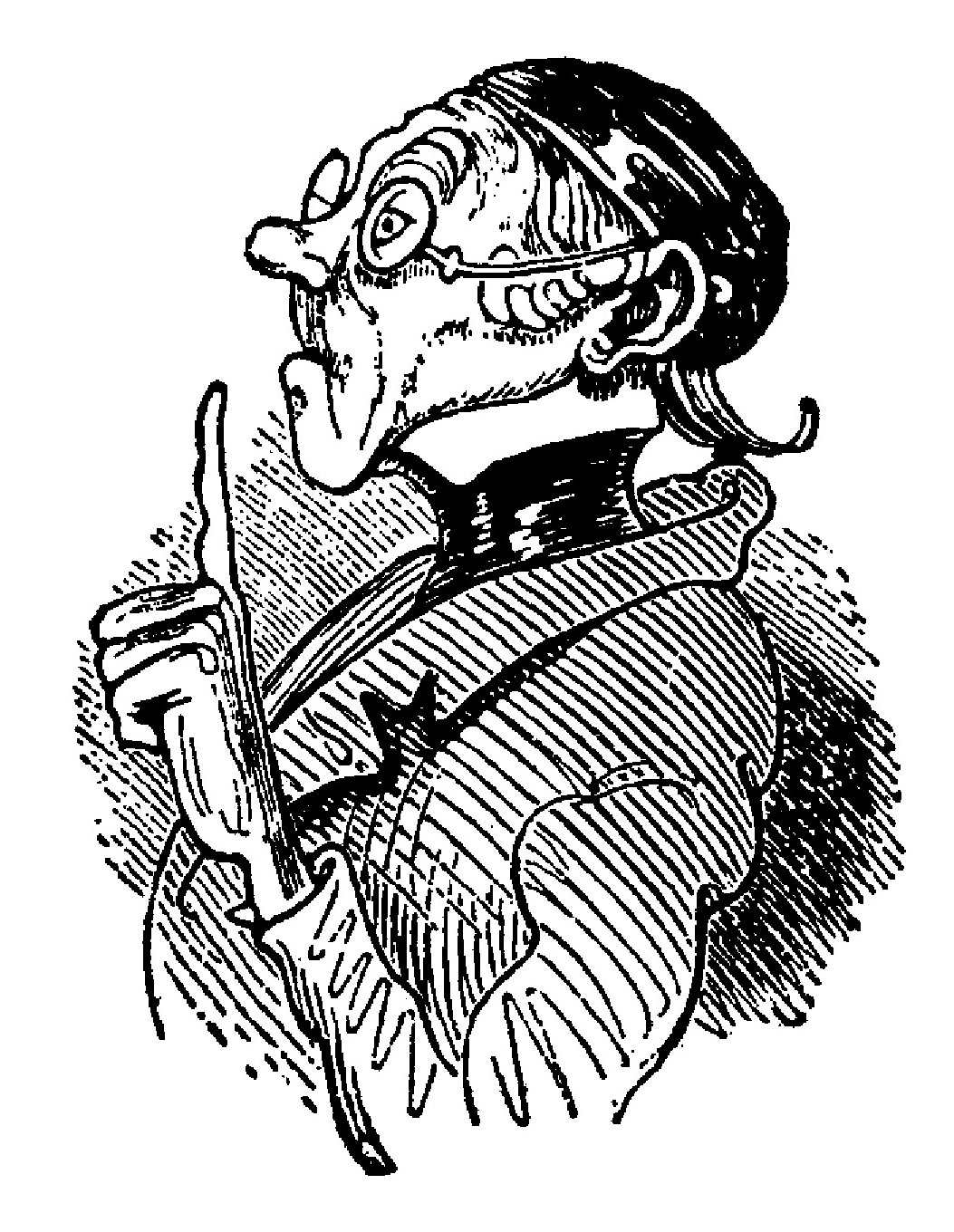
Lehrer Lämpel in der Geschichte Max und Moritz (Wilhelm Busch, 1865)

Ein Lehrer oder eine Lehrerin ist eine Person, die andere auf einem Gebiet weiterbildet, auf dem sie selber einen Vorsprung an Können, Wissen oder Erfahrung hat. Da es sich um keine geschützte Bezeichnung handelt, kann sich grundsätzlich jede Person so nennen, die sich in einer Phase der Vermittlung von Wissen, Können, Lebensweisheit, Ausbildung oder Bildung befindet. „Lehrer“ kann in der Umgangssprache als Berufsbezeichnung oder als Ehrentitel sehr unterschiedliche Bedeutung annehmen und ist eine Sammelbezeichnung für alle Arten von Lehrenden; diese lassen sich durch eine entsprechende Wortverbindung jeweils näher kennzeichnen, etwa Schullehrer, Hauslehrer, Tanzlehrer oder Segellehrer. Vor allem in der modernen Amtssprache findet sich die geschlechtsneutrale Bezeichnung Lehrkraft.

## Wortherkunft
Die Herkunft des Wortes liegt im althochdeutschen lêrâri (davon mittelhochdeutsch lêrære oder lêrer) und im gotischen laisareis mit der Bedeutung: Einer, der durch Nachspüren wissend macht. Die Bezeichnung ist bereits seit dem 8. Jahrhundert belegt. Es handelt sich beim Nomen agentis Lehrer um eine sogenannte Lehnübertragung aus dem lateinischen doctor zu docere „lehren, unterrichten“. Obwohl doctor im hohen Mittelalter durch die Gründung der ersten Universitäten Europas eine Bedeutungserweiterung erfuhr, indem es fortan auch den akademischen Titel eines Gelehrten bezeichnete, wurden Schullehrer unabhängig von ihrem spezifischen Ausbildungsgrad z. T. noch bis ins späte 19. Jahrhundert „Doctoren“ genannt. Seit dem 20. Jahrhundert kann man allerdings von einem Bedeutungswandel sprechen, da die klassische Bedeutung völlig verschwand. Daneben wurde der Lehrer früher auch vereinzelt praeceptor, magister oder professor genannt, letzteres hat sich in manchen romanischen Sprachen noch bis heute für die Bezeichnung eines Schullehrers erhalten, so im französischen professeur und im spanischen profesor.

## Begriff
Lehrer im weiteren und engeren Sinne
Die Berufsbezeichnung Lehrer ist in Deutschland, im Gegensatz zur Amtsbezeichnung „Lehrer“, nicht gesetzlich geschützt. Die Amtsbezeichnung unterliegt dem Schutz von § 132a StGB. Die Funktion eines Lehrers ist zudem nicht an eine bestimmte Ausbildung, sondern in erster Linie an eine Tätigkeit des Lehrens und Unterrichtens gebunden. Lehrer gibt es daher in vorprofessionellen und professionellen Bereichen: Wer sich in einem zeitweiligen systematischen Vermittlungsprozess befindet, übt die Funktion eines Lehrers aus und darf sich grundsätzlich als Lehrender oder als Lehrer bezeichnen.
Als Lehrer im weiteren Sinne können alle Personen gelten, die über eine gewisse Zeit die Rolle eines „Lehrenden“ einnehmen, also auch Eltern, ältere Geschwister, fortgeschrittene Schüler, Mentoren, die Jüngere in bestimmte Lebensfertigkeiten einweisen wie das Bewegen im Verkehrsbereich, sportliche Techniken, das Anfertigen von Hausaufgaben oder den Umgang mit anderen Menschen. Auch autodidaktische „Hauslehrer“ oder „Privatlehrer“ lassen sich hier einordnen.
Als Lehrer im engeren Sinne bezeichnet man Personen, die das Lehren und Unterrichten nach einer professionellen Ausbildung und entsprechenden Prüfungen berufsmäßig ausüben. Sie sind danach entweder selbstständig (etwa als Fahrlehrer), in Privatschulen (etwa als Waldorflehrer) oder im Staatsdienst (etwa als Gymnasiallehrer) tätig. Man unterscheidet dabei zwischen freiberuflich arbeitenden und als Angestellte oder Beamte in einem Dienstverhältnis stehenden Lehrern.
Die berufsmäßig praktizierenden Lehrer lassen sich durch bestimmte Wortverbindungen differenzieren und zuordnen, beispielsweise:
- nach Schulart: Grundschullehrer, Realschullehrer, Berufsschullehrer etc.
- nach Schulform: Waldorflehrer, Montessorilehrer, Privatschullehrer etc.
- nach Fächern: Mathematiklehrer, Deutschlehrer, Sportlehrer etc.
- nach Sportarten: Skilehrer, Tennislehrer, Tanzlehrer etc.
- nach Musikinstrumenten: Klavierlehrer, Geigenlehrer, Harfenlehrer etc.
- nach Aufgabenbereich: Fachlehrer, Klassenlehrer, Aushilfslehrer etc.
- nach Sachgebieten: Yogalehrer, Fahrlehrer, Gesangslehrer etc.

## Einsatzbereiche

### Schullehrer

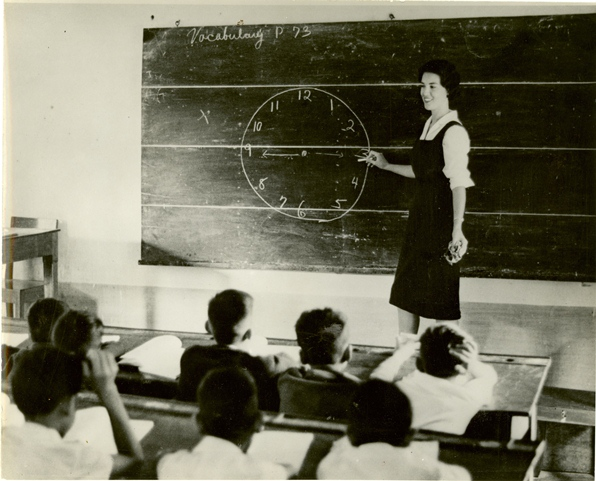
Englischlehrerin in Laos (1961)

Schullehrer werden auch als „Pädagogen“ bezeichnet, womit deutlich wird, dass zu ihrem Aufgabenfeld nicht nur die Vermittlung von Wissen, Fertigkeiten und Einsichten, sondern auch die Vermittlung von Verhaltensweisen und Wertestrukturen gehört. Der über die fächerbezogene Stoffvermittlung hinausgehende Erziehungsauftrag umfasst die Verantwortungsnahme und das Engagement für eine ganzheitliche Menschenbildung, was bedeutet, dass auch Lebenshilfe in Form von substanziellen Beiträgen zu elementaren fächerübergreifenden Aufgabenfeldern zu erbringen sind wie der Persönlichkeitserziehung, der Ethik, der Verkehrserziehung, der Sexualerziehung, der Wagniserziehung oder der Gesundheitsbildung. Dies trifft vor allem für die Allgemeinbildenden Schulen zu.
Je nach Schulform und Land sind die Bezeichnungen, Ausbildungen und Einsatzmöglichkeiten der Lehrkräfte unterschiedlich geregelt. In der Schweiz werden Lehrer in manchen Fällen auch „Professoren“ genannt. In Österreich gibt es die Bezeichnung „Volksschullehrer“. In Deutschland heißen die Lehrer im Höheren Schuldienst Studienräte, in Beförderungsstufen Oberstudienräte, Studiendirektoren und Oberstudiendirektoren. In anderen Ländern (etwa USA, Finnland) werden auch pädagogische Mitarbeiter in der Vorschulerziehung Lehrer genannt, sofern sie ein Studium absolviert haben. In Deutschland ist das wegen der Struktur des Bildungswesens nicht Praxis.

### Lehrer an verschiedenen Schularten

#### Lehrer an beruflichen Schulen in Deutschland
An beruflichen Schulen kommen zwei Gruppen von Lehrkräften zum Einsatz (sofern im Folgenden von Beamten gesprochen wird, gilt dies, mit den rechtlichen Einschränkungen, jeweils auch für Angestellte mit vergleichbarer Tätigkeit):
- Die Fachlehrer sind Beamte des mittleren und gehobenen Dienstes. Ihre Amtsbezeichnungen sind sehr vielfältig (etwa Lehrer, Fachlehrer, Gewerbeschulrat). Sie sind in erster Linie für die Vermittlung fachpraktischer Lerninhalte verantwortlich. Für eine Einstellung ist ein entsprechender Meisterbrief oder ein Abschluss als Techniker (Lehrer im mittleren Dienst) oder ein geeignetes Fachhochschulstudium (Lehrer im gehobenen Dienst), persönliche Eignung und, in der Regel die 2. Staatsprüfung nach dem Vorbereitungsdienst notwendig.
- Die wissenschaftlichen Lehrer sind Beamte des höheren Dienstes. Sie führen die Amtsbezeichnungen Studienrat, Oberstudienrat, Studiendirektor und Oberstudiendirektor. Sie sind für die Vermittlung der fachtheoretischen und fachpraktischen sowie der allgemeinbildenden Lerninhalte verantwortlich. Für eine Einstellung sind ein einschlägiger Universitätsabschluss und die oben genannten weiteren Voraussetzungen nötig.

Letztlich ist die Vielfalt der Voraussetzungen für den Lehrerberuf an berufsbildenden Schulen schwer zu erfassen, wenn man allen Ländern gerecht werden will. Im gehobenen Dienst gibt es für die beruflichen Schulen an den Fachhochschulen keine Lehramtsstudiengänge; hier wird der Abschluss in einer geeigneten Fachrichtung, etwa Maschinenbau oder Elektrotechnik, verlangt. Für den gehobenen Dienst an allgemeinbildenden Schulen gibt es dagegen Studiengänge an Universitäten oder, in Baden-Württemberg, an Pädagogischen Hochschulen, die jeweils mit einer 1. Staatsprüfung abschließen. Als Eingangsvoraussetzung im höheren Dienst gibt es für die beruflichen Schulen teilweise den Studiengang des Diplom-Handelslehrers oder des Diplom-Gewerbelehrers mit entsprechenden Vertiefungsrichtungen. Wegen der großen Vielfalt der Ausbildungsberufe werden aber auch hier Bewerber mit einem entsprechenden Universitätsabschluss eingestellt (etwa Pharmazeuten oder Diplom-Ingenieure). Daneben gibt es für die beruflichen (allgemeinbildende Fächer) und die allgemeinbildenden Schulen die Möglichkeit ein entsprechendes Lehramtsstudium an einer Universität zu absolvieren. Dabei werden mindestens zwei Fächer studiert und das Studium mit einem 1. Staatsexamen abgeschlossen. Außerdem gibt es, in der Regel zeitlich begrenzt, in vielen Ländern die Möglichkeit ohne Referendariat oder ohne Lehramtsstudium eingestellt zu werden, sofern keine anderen Bewerber zur Verfügung stehen. Lediglich der Hochschulabschluss einer einschlägigen Fachrichtung ist Voraussetzung. Derzeit ist dies vor allem in den Naturwissenschaften möglich. Auch bei neuen Fachrichtungen vor allem im beruflichen Bereich, wenn noch keine entsprechenden Lehrer ausgebildet wurden, werden berufserfahrene Hochschulabsolventen aus der Wirtschaft oder Verwaltung eingestellt. Teilweise erfolgt die Bedarfsdeckung auch durch fortgebildete Lehrer.
In den letzten Jahrzehnten hat es sich immer mehr durchgesetzt, dass Beförderungen, etwa zum Oberstudienrat, mit zusätzlichen Aufgaben neben dem Unterricht verbunden werden. Studiendirektoren leiten dann etwa die Abteilungen innerhalb der Schule oder koordinieren übergreifende Sachverhalte: Belange der Allgemeinen Hochschulreife oder Fachhochschulreife, Koordination der Praktika oder Praxisanforderungen usw.

#### Berufliche Schulen
Der unterrichtliche Einsatz der Lehrkräfte an beruflichen Schulen erfolgt (Schularten je nach Landesrecht unterschiedlich):
- in der Berufsschule,
- im Berufskolleg oder
- im Beruflichen Gymnasium
- im ausbildungsvorbereitenden Jahr
- in Berufsfachschulen
- in Fachschulen
- in Fachoberschulen
- in Berufsoberschulen

in den Bildungsgängen oder Ausbildungsbereichen:
- duale Ausbildung
- Berufsvorbereitende Maßnahmen
- Fachpraxis
- Berufspraktikum (Erzieher) (s. bei Praktikum unter der Überschrift Schule)

Lehrkräfte an berufsbildenden Schulen sind in der Regel Abteilungen, Schwerpunkten oder Bereichen zugeordnet, die sich an Fachkomplexen oder Wirtschaftszweigen orientieren (Wirtschaft, Medien, Sozialpädagogik, Naturwissenschaften, auch Schullaufbahnberatung usw.). Diese Struktur ist an allgemeinbildenden Schulen nicht üblich. Ihre unterrichtliche oder beratende Tätigkeit wird innerhalb dieser Abteilungen koordiniert. Je nach Fächerkombination kann ein Lehrer auch in verschiedenen Abteilungen unterrichten.

### Hochschullehrer

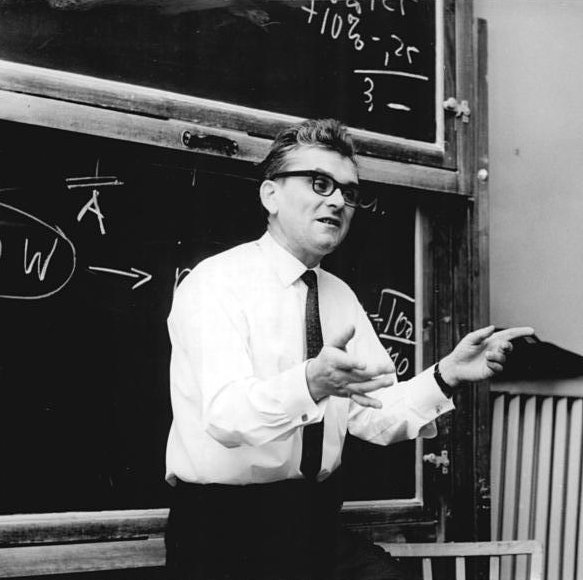
Ein Lehrer an der Hochschule der Deutschen Gewerkschaften „Fritz Heckert“ (1970)

Als Hochschullehrer werden in Deutschland nach § 42 Hochschulrahmengesetz (HRG) Professoren und Juniorprofessoren bezeichnet. Sie nehmen ihre Dienstverpflichtungen in Forschung und Lehre an Universitäten und den gleichrangigen Pädagogischen Hochschulen und mit modifizierten Aufgaben und Deputaten auch an anderen Hochschulen wie Fachhochschulen, Musikhochschulen und Kunsthochschulen selbstständig wahr. Privatdozenten, Gastprofessoren und Honorarprofessoren werden zum „sonstigen wissenschaftlichen Personal“ oder zu den „Lehrkräften für besondere Aufgaben“ gezählt. Dabei gibt es landesrechtliche Unterschiede. Die Professoren behalten nach Eintritt in den Ruhestand nach § 36 Abs. 2 HRG ihre mit der Lehrberechtigung (Venia Legendi) verbundenen Rechte zur Abhaltung von Lehrveranstaltungen und zur Beteiligung an Prüfungen. Außerdem können sie ihre Forschungstätigkeiten fortsetzen.
Nach der Gesetzesfassung gehören mit Lehraufgaben betraute Beamte und Angestellte des akademischen Mittelbaus und die Lehrbeauftragten nicht zu den Hochschullehrern. Die Angehörigen des Mittelbaus halten ihre Lehrveranstaltungen in Absprache mit dem Fach, Institut oder Lehrstuhlinhaber. Sie sind nur für ein eng abgegrenztes Gebiet, in der Regel aus ihrer beruflichen Praxis, zuständig und weisungsgebunden. Ihr Einsatz wird in der Regel entsprechend dem Lehrbedarf von Semester zu Semester neu bestimmt. Ferner gibt es Lehrer im Hochschuldienst, die spezielle Aufgaben in Verbindung mit den Schulen wahrnehmen.

### Lehrer außerhalb von Schule und Hochschule
Im allgemeinen Sprachgebrauch wird die Bezeichnung Lehrer meist auf Personen angewendet, die die Unterweisung von Kindern und Schülern durchführen. Er findet sich aber auch in der Erwachsenenbildung. Im letztgenannten Bereich werden jedoch entsprechende Lehrkräfte in der Regel mit der konkreten Tätigkeitsbezeichnung ihrer Arbeit benannt, etwa als Dozent für eine Lehrtätigkeit im tertiären oder quartären Bildungsbereich, als Trainer für eine Lehrkraft im Sportbereich und als Coach oder Supervisor für eine sozialorientierte Tätigkeit mit hohem Selbsterfahrungsanteil. Weitere Bezeichnungen für den unterstützend lehrenden Ausbilder sind Mentor und Tutor; als Meister wird der betriebliche Lehrer im Handwerk mit entsprechendem Qualifikationsnachweis bezeichnet.
Weil die Bezeichnungen als Berufsbezeichnung nicht geschützt ist (wie beispielsweise „Ingenieur“), wird er häufig verwendet, wenn die organisierte Weitergabe von Kenntnissen und Fertigkeiten beschrieben wird, etwa als Tanz- oder Meditationslehrer.
Fahrlehrer dagegen erlangen eine Lehrberechtigung nach Vorgabe eines Bundesgesetzes (FahrLG). Fahrlehrer sind staatlich anerkannte Lehrkräfte und unterliegen der behördlichen Aufsicht durch das Straßenverkehrsamt. Eine Fahrschule ist eine privatwirtschaftliche oder behördliche Schule, der physische „Körper“, in deren Räumen die theoretischen Inhalte nach der Fahrschüler-Ausbildungsordnung vermittelt werden.
Eine aktive Teilnahme am Straßenverkehr als Fahrzeug- oder Kraftfahrzeugführer ist gesetzlich geregelt. Als Kraftfahrzeugführer ist die Eignung in einer Prüfung nach Ausbildung in einer Fahrschule durch staatlich anerkannte Fahrlehrer nachzuweisen. Das schulische Heranbilden von Kenntnissen und Fertigkeiten, im Umgang – und im verkehrsgerechten Führen eines Fahrzeuges, ist die Basis eines vom Menschen beeinflussbaren Verhaltens im Bezug der Verkehrssicherheit.
Im Sport und der betrieblichen Personalentwicklung sind die Bezeichnungen Lehrer und Trainer nicht immer klar voneinander abgegrenzt. Ein breites Betätigungsfeld finden Lehrer außerhalb von Schule und Hochschule im Bereich der Nachhilfe.

### Titularlehrer
Neben der umgangssprachlichen allgemeinen Verwendung der Bezeichnung Lehrer und der speziellen Berufsbezeichnung hat sich noch ein dritter Bedeutungsinhalt etabliert, der einer Verwendung der Bezeichnung als Ehrenbezeugung für besonders verdiente „Lehrer der Menschheit“. Diese Bedeutungszuweisung erfolgt vor allem als hohe Auszeichnung auf der sittlichen und religiösen Ebene. Kommt der Bezeichnung „Hochschullehrer“ bereits ein gewisser Doppelsinn als Berufsbezeichnung und als Titularbezeichnung zu (Verleihung der Venia Legendi und Berufung in Forschung und Lehre einer Wissenschaftlichen Hochschule), so trifft dies in besonderem Maße auf zwei Arten von Lehrern zu, die aufgrund ihrer Lebensführung und Lebensleistung als „Weisheitslehrer“ (auch „Philosophen“) und als „Kirchenlehrer“ (auch „Kirchenväter“) bezeichnet werden.

#### Weisheitslehrer

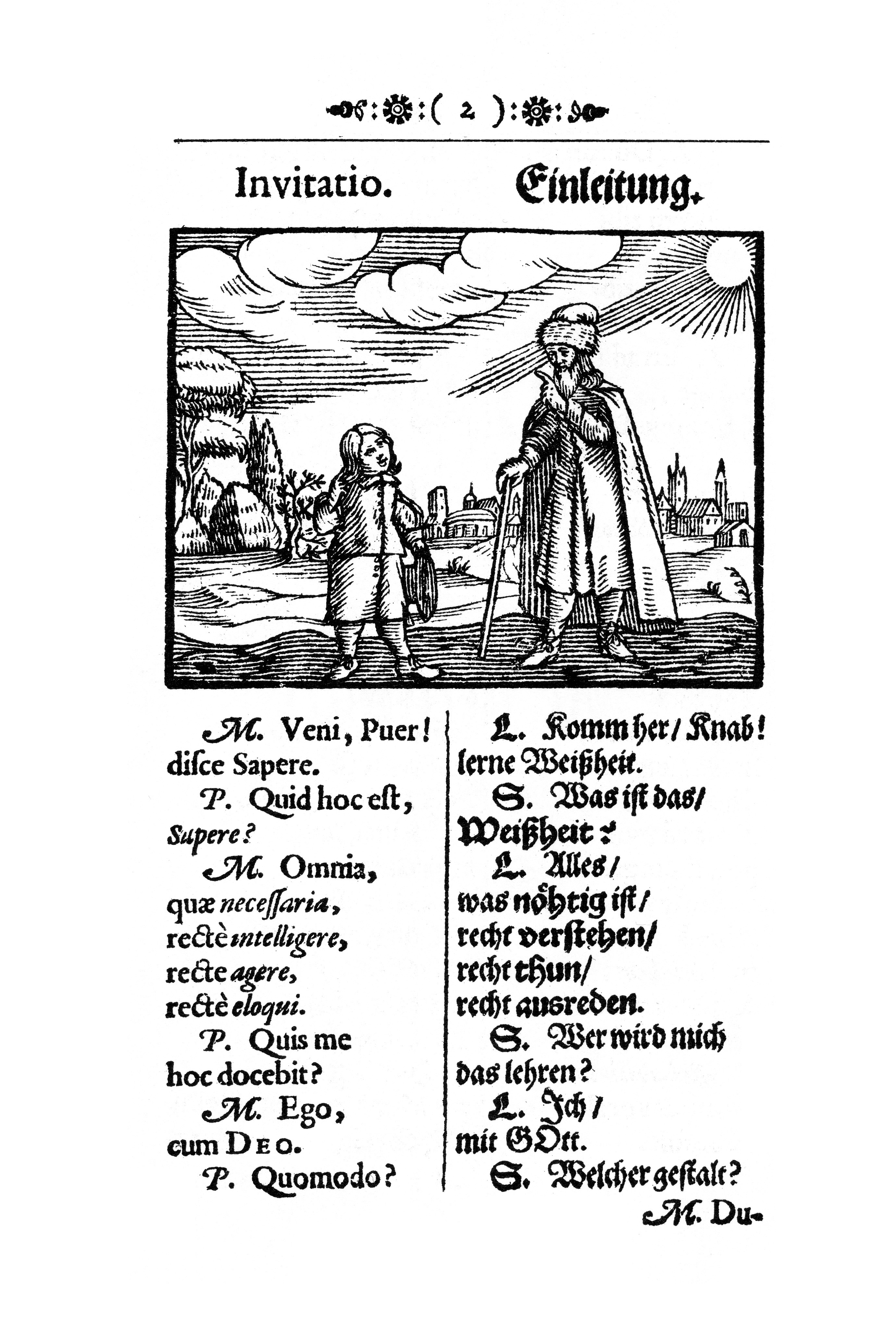
Weisheitslehrer mit Schüler (Illustration aus dem 17. Jh. zu Comenius: Orbis sensualium pictus)

Als früheste Verbreiter von Weisheitslehren sind etwa der biblische König Salomo (10. Jahrhundert v. Chr.) oder der ägyptische Weise Imhotep (um 2600 v. Chr.) historisch belegt. Sie haben sich vor allem durch ihre ethisch anspruchsvollen Forderungen und Lebensregeln in das Gedächtnis der Menschheit eingeprägt.
Seit dem vierten vorchristlichen Jahrhundert traten im antiken Griechenland der Menschenbildner Sokrates und seine Schüler wie Platon als „Philosophen“ (Freunde der Weisheit und Weisheitslehrer) und kompromisslose Vertreter einer hoch stehenden Ethik hervor. Auch Zarathustra, Konfuzius oder Laotse gehören zu den historisch besonders herausragenden Schöpfern und Verbreitern bedeutsamer Sittenlehren und werden entsprechend zu den „Lehrern der Menschheit“ gezählt.

#### Kirchenlehrer
Die Bezeichnung „Kirchenlehrer“ (doctor ecclesiae) entwickelte sich im 5. Jahrhundert für eine Reihe herausragender christlicher Persönlichkeiten, deren Lebenswerk wegen der religiösen Tiefe ihrer Glaubenslehren von der Kirche als besonders vorbildhaft angesehen und die daher ausdrücklich als sogenannte „Kirchenlehrer“ kanonisiert wurden. Soweit sie im Frühchristentum wirkten, werden sie auch als „Kirchenväter“ bezeichnet. Ihnen kommt bis heute in der Glaubenslehre der verschiedenen christlichen Kirchen eine hohe Autorität zu. Als bedeutendste Kirchenlehrer gelten etwa Thomas von Aquin, Augustinus von Hippo, Ambrosius von Mailand, Basilius von Caesarea, Athanasius der Große oder Albertus Magnus. Mit dem Zweiten Vatikanischen Konzil (1962–1965) wurde die Beschränkung der Zuordnung auf Kleriker aufgehoben und auch Laien und Frauen (wie etwa Katharina von Siena oder Therese von Lisieux) die Ehre dieser Bezeichnung zuerkannt. Am 7. Oktober 2012 nahm Papst Benedikt XVI. Hildegard von Bingen als weitere Frau in den Kreis der Kirchenlehrer auf. Indem Papst Franziskus 2015, am 100. Jahrestag des Beginns des Völkermords an den Armeniern, Gregor von Narek zum Kirchenlehrer erhob, stieg die Zahl der von der katholischen Kirche offiziell anerkannten Kirchenlehrer auf 36.

## Schutzpatron der Lehrer
Der Schutzpatron der Lehrer, Gelehrten, Studenten, Schüler und ähnlicher Tätigkeiten ist der Heilige Hieronymus von Stridon, der im 4. Jahrhundert in Dalmatien im heutigen Kroatien geboren wurde. Der katholischer Gedenktag des lateinischen Kirchenvaters ist der 30. September.
In der katholischen Kirche ist Johannes Baptist de La Salle der Schutzpatron der Lehrer.

## Neuere Entwicklungen
Neuere Entwicklungen laut Umfragen ergaben, dass immer mehr Lehrkräfte in Deutschland aufgrund körperlicher oder seelischer Leiden langfristig ausfallen. Eine Untersuchung des Forsa-Instituts im Auftrag des Verbandes Bildung und Erziehung (VBE) zeigte, dass 60 % der Schulleitungen von einem Anstieg langzeitkranker Lehrkräfte berichten. Dies umfasst sowohl physische als auch psychische Erkrankungen und markiert einen deutlichen Anstieg im Vergleich zu den Vorjahren. Ein Viertel der befragten Schulleitungen fühlt sich zudem nicht ausreichend in der Lage, die Gesundheit ihres Personals effektiv zu schützen. Die Überlastung durch Verwaltungsaufgaben und eine ungerechte Verteilung von Mehrarbeit werden als Hauptursachen gesehen. Der VBE fordert daher politische Maßnahmen zur Entlastung und bessere Arbeitsbedingungen für Lehrkräfte.

## Sonstiges
In einigen Schulformen, respektive Ländern, ist für Lehrer eine Schuluniform vorgeschrieben. In Klosterschulen ist religiöse Kleidung für den Lehrer üblich, sofern er einer bestimmten Ordensgemeinschaft angehört.